# Amstel Gold Race 2012
L'Amstel Gold Race 2012 fou la 47a edició de l'Amstel Gold Race i es va disputar el 15 d'abril de 2012, sobre un recorregut de 256,6 km, entre Maastricht i el Cauberg a Valkenburg. Aquesta era l'onzena prova de l'UCI World Tour 2012 i primera del tríptic de les Ardenes, abans de la Fletxa Valona i la Lieja-Bastogne-Lieja.
L'italià Enrico Gasparotto (Astana Qazaqstan Team) en superar als seus rivals en l'ascensió final al Cauberg. La segona posició fou pel belga Jelle Vanendert (Lotto-Belisol)Peter Sagan (Liquigas-Cannondale) completà el podi. El dues vegades vencedor Philippe Gilbert (BMC Racing Team) acabà amb el mateix temps que Sagan, però en sisena posició.

## Equips participants
En la present edició de l'Amstel Gold Race hi prenen part 24 equips, els 18 proTour i 6 de categoria continental:
| Núm.    | Codi | Equip                 |
| ------- | ---- | --------------------- |
| 1-8     | BMC  | BMC Racing Team       |
| 11-18   | ALM  | AG2R La Mondiale      |
| 21-28   | AST  | Astana Qazaqstan Team |
| 31-38   | EUS  | Euskaltel–Euskadi     |
| 41-48   | FDJ  | FDJ-BigMat            |
| 51-58   | GRM  | Garmin-Barracuda      |
| 61-68   | GEC  | GreenEDGE             |
| 71-78   | KAT  | Team Katusha          |
| 81-88   | LAM  | Lampre-ISD            |
| 91-98   | LIQ  | Liquigas-Cannondale   |
| 101-108 | LBT  | Lotto-Belisol         |
| 111-118 | MOV  | Movistar Team         |

| Núm.    | Codi | Equip                         |
| ------- | ---- | ----------------------------- |
| 121-128 | OPQ  | Omega Pharma-Quick Step       |
| 131-138 | RAB  | Rabobank ProTeam              |
| 141-148 | RNT  | RadioShack-Nissan             |
| 151-158 | SKY  | Team Sky                      |
| 161-168 | SBS  | Team Saxo Bank                |
| 171-178 | VCD  | Vacansoleil-DCM               |
| 181-188 | ACC  | Accent.jobs-Willems Veranda's |
| 191-198 | FAR  | Farnese Vini-Selle Italia     |
| 201-208 | LAN  | Landbouwkrediet-Euphony       |
| 211-218 | ARG  | Argos-Shimano                 |
| 221-228 | EUC  | Team Europcar                 |
| 231-238 | TSV  | Topsport Vlaanderen-Mercator  |

## Recorregut
31 cotes (bergs) formen part del recorregut d'aquesta edició
| Núm. | Nom                | Quilòmetre | Llargada (m) | Pendent mitjana | Km restants |
| ---- | ------------------ | ---------- | ------------ | --------------- | ----------- |
| 1    | Maasberg           | 10,7       | 500          | 4,4%            | 245,8       |
| 2    | Adsteeg            | 32,5       | 500          | 5,4%            | 224         |
| 3    | Lange Raarberg     | 39,5       | 1.300        | 4,5%            | 217         |
| 4    | Bergseweg          | 54,7       | 2.700        | 3,3%            | 201,8       |
| 5    | Sibbergrubbe       | 66,6       | 2.100        | 3,1%            | 189,9       |
| 6    | Cauberg            | 72         | 1.200        | 5,8%            | 184,5       |
| 7    | Wolfsberg          | 93,2       | 800          | 4,4%            | 163,3       |
| 8    | Loorberg           | 98,8       | 1.500        | 5,5%            | 157,5       |
| 9    | Schweibergerweg    | 108,9      | 2.900        | 3,9%            | 147,6       |
| 10   | Camerig            | 115,3      | 4.300        | 3,8%            | 141,2       |
| 11   | Drielandenpunt     | 128,3      | 3700         | 3,8%            | 128,2       |
| 12   | Gemmenich          | 131,1      | 900          | 6,4%            | 125,4       |
| 13   | Vijlenerbos        | 134,6      | 1.800        | 5,1%            | 121,9       |
| 14   | Eperheide          | 144,4      | 2.300        | 4,5%            | 112,1       |
| 15   | Gulperberg         | 152,4      | 700          | 8,1%            | 104,1       |
| 16   | van Plettenbergweg | 1.55,9     | 1000         | 4,2%            | 100,6       |
| 17   | Eyserweg           | 157,8      | 2.200        | 4,3%            | 98,7        |
| 18   | St. Remigiusstraat | 162,7      | 1.000        | 7,7%            | 93,8        |
| 19   | Vrakelberg         | 168,1      | 700          | 7,9%            | 88,4        |
| 20   | Sibbergrubbe       | 176        | 2.100        | 4,1%            | 80,5        |
| 21   | Cauberg            | 181,5      | 1.200        | 5,8%            | 75          |
| 22   | Geulhemmerberg     | 185        | 1.000        | 6,2%            | 71,5        |
| 23   | Bemerlerbeg        | 198,7      | 900          | 5%              | 57,8        |
| 24   | Wolfsberg          | 215,8      | 800          | 4,4%            | 40,7        |
| 25   | Loorberg           | 221,4      | 1.500        | 5,5%            | 35,1        |
| 26   | Gulperberg         | 229,7      | 700          | 8,1%            | 26,8        |
| 27   | Kruisberg          | 235,2      | 800          | 7,5%            | 21,3        |
| 28   | Eyserbosweg        | 237,3      | 1.100        | 8,1%            | 19,2        |
| 29   | Fromberg           | 241        | 1.600        | 4%              | 15,5        |
| 30   | Keutenberg         | 245,5      | 700          | 9,4%            | 11          |
| 31   | Cauberg            | 256,5      | 1.200        | 5,8%            | arribada    |

## Classificació[4]
|    | Ciclista                | Equip                 | Temps      | World Tour Punts |
| -- | ----------------------- | --------------------- | ---------- | ---------------- |
| 1  | Enrico Gasparotto (ITA) | Astana Qazaqstan Team | 6h 32' 35" | 80               |
| 2  | Jelle Vanendert (BEL)   | Lotto-Belisol         | m. t.      | 60               |
| 3  | Peter Sagan (SVK)       | Liquigas-Cannondale   | + 2"       | 50               |
| 4  | Óscar Freire (ESP)      | Team Katusha          | + 2"       | 40               |
| 5  | Thomas Voeckler (FRA)   | Team Europcar         | + 2"       | –                |
| 6  | Philippe Gilbert (BEL)  | BMC Racing Team       | + 2"       | 22               |
| 7  | Samuel Sánchez (ESP)    | Euskaltel–Euskadi     | + 2"       | 14               |
| 8  | Fabian Wegmann (GER)    | Garmin-Barracuda      | + 4"       | 10               |
| 9  | Rinaldo Nocentini (ITA) | AG2R La Mondiale      | + 4"       | 6                |
| 10 | Bauke Mollema (NED)     | Rabobank ProTeam      | + 4"       | 2                |